# Adinandra villosa
Adinandra villosa är en tvåhjärtbladig växtart som beskrevs av Jacques Denys Denis Choisy. Adinandra villosa ingår i släktet Adinandra och familjen Pentaphylacaceae. Inga underarter finns listade i Catalogue of Life.